# Nicolas Théodore de Saussure
Nicolas Théodore de Saussure (1767 — 1845) foi um químico e botânico suiço.
Participou nas pesquisas de seu pai, Horace-Bénédict de Saussure (1740-1799), e publicou "Recherches chimiques sur la végétation" em 1804. Casou-se com Renée Fabri-Vernet (1767-1847). Foi uma figura pioneira no domínio da fisiologia e da química dos vegetais. Suas pesquisas sobre nutrição mineral de plantas contribuíram de forma bastante significativa, pra a evolução dos entendimentos sobre absorção radicular de elementos derivados das partículas sólidas do solo: Estes trabalhos são relatados na importante obra: Récherches Chimiques sur la Végetation (Pesquisas Químicas Sobre as Plantas), publicada em 1804. De Saussure Continuou pesquisando aspectos relativos à nutrição de plantas até pouco antes de sua morte, em 1845. Conforme ele continuou a linha de pesquisa de Jean Senebier (1742-1808), demonstrando que as plantas absorvem oxigênio e liberam dióxido de carbono, o tema central da respiração. Além disso, corroborando os achados de seus antecessores e contemporâneos [(Joseph Priestley (1733-1804), Jan Ingenhousz (1730-1799) e Jean Senebier (1742-1808)], ele observou que as plantas absorvem dióxido de carbono e liberam oxigênio na presença da luz. De Saussure observou ainda que quando as plantas cresciam em ar desprovido de dióxido de carbono, não completavam seu ciclo de vida. Ele concluiu que o solo fornecia apenas uma pequena fração dos nutrientes essenciais para as plantas e que as raízes não se comportavam como um simples filtro, mas tinham células com membranas com permeabilidade seletiva, permitindo uma entrada de água mais rápida do que a absorção de sais.